# Antonio Bustamante
Antonio Bustamante Gaitán (Siviglia, 17 luglio 1984) è un ex cestista spagnolo.